# 패러프레이즈
패러프레이즈(영어: paraphrase)는 원래의 문장이나 구절을 쉽게 풀어내는 것을 말한다. 주로 수사학과 클래식 음악의 기법으로 사용된다. 어원은 그리스어 παράφρασις으로, 그것은 라틴어 paraphrasis를 거쳐 지금처럼되었다. 패러프레이즈의 반대어는 메타프레이즈이다.

## 음악 패러프레이즈
클래식 음악의 패러프레이즈는 원래의 작품을 다른 스타일의 문맥에서 개정 · 변환하는 것이다. 트랜스크립션 또는 배열 주제에 의한 변주와 즉흥와 비슷하지만, 자유로운 연주 멜로디로 진행된다.